# Меглена Плугчиева
Меглена Иванова Плугчиева-Александрова е български политик и дипломат, заместник министър-председател в правителството на Сергей Станишев.

## Биография
Завършва Немската гимназия във Варна и Висшия лесотехнически институт в София, специалности „Горско стопанство“ и „Екология“. Автор е на над 20 публикации по екология и горско стопанство. Защитава дисертация по „Екология на горите“ през 1989 г., с което получава научна степен кандидат на науките (днес доктор).
Активист е на социалистическата партия, избрана за член на Висшия съвет на БСП. Впоследствие напуска ръководството на БСП. От 3 септември 2001 г. до 20 септември 2004 г. заема поста заместник-министър на земеделието в кабинета на Симеон Сакскобургготски, отговарящ за европейската интеграция и горското стопанство, и за програмите ФАР и САПАРД. Носител е на Златния почетен знак на МВнР за принос към присъединяването на България към Европейския съюз. От 16 ноември 2004 г. е извънреден и пълномощен посланик на Република България във Федерална република Германия.
От октомври 1997 г. е представител на германската провинция Райнланд-Пфалц за България. Получава орден „Федерален кръст за заслуги“ първа степен от германското правителство. Посланик на България в Германия от 2004 г. до април 2008 г.
През 2006 г. е едно от имената, обсъждани за български еврокомисар.
В началото на 2010 г. кандидатства за вицепрезидент на ЕБВР и получава подкрепата на тогавашния премиер Бойко Борисов.
Избрана от Народното събрание за вицепремиер в правителството на Сергей Станишев на 24 април 2008 г., отговарящ за европейските фондове в България.
Народен представител в XXXVII,XXXVIII и XLI народно събрание от БСП.
От май 2012 г. е назначена за извънреден и пълномощен посланик в Швейцария, а от декември 2012 г. и за извънреден и пълномощен посланик в Княжество Лихтенщайн със седалище в Берн. От декември 2018 г. до края на 2022 г. е посланик на България в Черна гора.